# Maksim Tarásov
Maksim Tarásov (Rusia, 2 de diciembre de 1970) es un atleta ruso, especializado en la prueba de salto con pértiga, en la que llegó a ser campeón mundial en 1999 y campeón olímpico en 1992.

## Carrera deportiva
Sus mayores éxitos deportivos son el oro ganado en las Olimpiadas de Barcelona 1992 en las que representaba al Equipo Unificado, con un salto de 5.80 metros, quedando por delante de su compatriota Igor Trandenkov (plata también con un salto de 5.80 m pero en más intentos) y el español Javier García (bronce con un salto de 5.75 metros); y también ganó medalla de oro en el mundial de Sevilla 1999, representando a Rusia, con un salto de 6.02 metros que fue récord de los campeonatos, quedando por delante del australiano Dmitri Markov (plata con 5.90 metros) y el israelí Aleksandr Averbukh (bronce con 5.80 m).
Además ha ganado otras numerosas medallas como las dos platas en Atenas 1997 y Gotemburgo 1995, o los bronces en Sídney 2000, Stuttgart 1993 o Tokio 1991, en este último caso, cuando aún representaba a la Unión Soviética.